# 双溪镇 (城固县)
双溪镇，是中华人民共和国陕西省汉中市城固县下辖的一个乡镇级行政单位。

## 行政区划
双溪镇下辖以下地区：
鸡冠岩村、土垣村、石堰坪村、高洞河村、双溪村、韩家坝村、龙洞河村、柴家沟村、严家坪村、付家院村、回子坝村、石关村、蒋家河村、水磨村、斜沟村、方家坡村、周家沟村、方家梁村、滥坝村、代家河村、西宫河村和花庙村。